# Aaliyah-diszkográfia
Aaliyah amerikai R&B-énekesnő diszkográfiája.

## Albumok és a róluk megjelent kislemezek
- Age Ain’t Nothing but a Number (1994)
  - Back & Forth (1994)
  - At Your Best (You Are Love) (1994)
  - Age Ain’t Nothing but a Number (1994)
  - Down with the Clique (1995)
  - No One Knows How to Love Me Quite Like You Do (1995)
  - The Thing I Like (1995)
- One in a Million (1996)
  - If Your Girl Only Knew (1996)
  - Got to Give It Up (1996)
  - One in a Million (1996)
  - 4 Page Letter (1997)
  - Hot Like Fire (1997)
  - The One I Gave My Heart To (1997)
- Aaliyah (2001)
  - We Need a Resolution (2001)
  - More Than a Woman (2001)
  - I Refuse (2001)
  - Rock the Boat (2001)
  - I Care 4 U (2002)
- I Care 4 U (2002)
  - Miss You (2002)
  - Don’t Know What to Tell Ya (2003)
  - Come Over (2003)
- Ultimate Aaliyah (2005)
  - Are You Feelin’ Me? (2005)

## Vendégszereplések és más kislemezek
- I Need You Tonight (Junior Mafia feat. Aaliyah) (1995)
- Are You Ready (a Sunset Park filmzenéje) (1996)
- Journey to the Past (az Anastasia filmzenéje) (1998)
- Up Jumps da’ Boogie (Timbaland & Magoo feat. M. Elliott & Aaliyah) (1997)
- Are You That Somebody? (a Dr. Dolittle filmzenéje) (1998)
- You Won’t See Me Tonight (Nas feat. Aaliyah) (1999)
- I Don’t Wanna (a Romeo Must Die filmzenéje) (2000)
- Try Again (a Romeo Must Die filmzenéje) (2000)
- Come Back in One Piece (a Romeo Must Die filmzenéje) (2000)
- Where Could He Be? (hivatalosan nem jelent meg)